# Кэри, Артур Дуглас
Артур Дуглас Кэри (англ. Arthur Douglas Carey) — английский путешественник.
Совершил в 1885—1887 трудное путешествие по западному и северному Тибету и восточному Туркестану. Научные результаты этого путешествия так и не были опубликованы.